# إسكندر بك
جورج كاستريوت أو اسكندر بك (بالتركية:İskender Bey; الألبانية: Skënderbej أو Gjergj Kastrioti Skënderbeu) كان أحد النبلاء الألبان في القرن 15. ولد عام 1405م وتوفي 17 يناير 1468م، وقاد تمردا ضد الدولة العثمانية قرابة 25 عاما حتى أصيب بالحمى فمات في 17 يناير 1467م وترك البانيا بدون زعيم قوى يحكمها فانتشرت الفوضى والاضطرابات.

## حياته الأولى
هذا الأمير الألباني، الذي أسماه الألبان ”سكاندربكا”، ينتسب إلى أسرة “كاستريو”، التي كانت تحكم شمال ألبانيا، واسمه الحقيقي جورج كاستريوت. والده “جيون كاستريوت”، أمير “ميرديتا”، الواقعة في شمال “ألبانيا”. وفي حملة عثمانية على “ألبانيا”، قَبِل “جيون كاستريوت” الحُكم العثماني واضطر إلى ترك أربعة من أولاده رهائن لدى العثمانيين، وهذا الأمير الذي رُبي في القصر العثماني، يُروى أنه اعتنق الإسلام وأخذ اسم “إسكندر بك“، يعده اسماً إسلامياً.
تلقّى اسكندر بك تدريباً عسكرياً وعمل في الجيش العثماني سنوات عديدة، وأصبح قائداً لبعض القطاعات العسكرية.

## تمرد إسكندر بك في ألبانيا

شعار أسرة كاستريوت.

عندما مات والد إسكندر بك "جيون كاستريوت”، لم تُمنح إمارة “ميرديتا”، التي كانت تحت الحكم العثماني لابنه إسكندر بك؛ وإنما ألحقت مباشرة بالدولة، بعد أن تم الاستيلاء عليها. فيروى أن «إسكندر بك»، غضب من هذا التصرف وتمرد في وجه الدولة.
هرب اسكندر بك من الجيش العثماني، وتوجه إلى ألبانيا، ويذكر أنه لما هرب، هدد رئيس الكتاب، أو صاحب طغراء «مراد الثاني» بالخنجر، وأخذ منه مرسوماً مزوراً بتسليم مدينة “كرويه /كروجا” واسمها العثماني «آقجة حصار»؛ ثم قام بقتل الرجل الذي كتب له المرسوم، وتوجه إلى البلدة ليأخذها. وبناءً على هذه الرواية الغريبة، ذهب إسكندر بك مع ابن أخيه «حمزة بك» إلى «ألبانيا الشرقية» وأبرز تلك الوثيقة المزورة لمحافظ القلعة، ثم استقر في «كرويه» (Krujë) وقام بقتل كل العثمانيين فيها، وجمع حوله أمراء «ألبانيا»، وارتد عن الإسلام إلى النصرانية من جديد؛ وترك اسمه السابق «إسكندر بك» واسترد اسمه القديم «جورج كاستريوت». وبتلك الصورة، أصبح قائد الحركة الوطنية الألبانية.

### تحالفات
وحتى ينجح إسكندر بك في محاولته استند أولاً إلى البنادقة، فقام بجمع ممثلي الأسر الألبانية، في كنيسة «سنت نيكولاس» في بلدة «لش/آلسيو»، التي كانت تحت إدارة البنادقة، وذلك في يوم الأحد 11 من ذي القعدة 847هـ الموافق للأول من مارس 1444م. وعلى الرغم من أنه أقنعهم بانتخابه قائداً عاماً، إلا أنه لم يستطع إقناع كل الألبان بقيادته. وعلى سبيل المثال، فإن أسرة «دوكاكين»، لم تعترف به قائداً عاماً أبداً. وعلى الرغم من ذلك، فإن الذين تمكن من جمعهم حوله، ضمنوا له القيام بالتمرد، حيث التقى “علي بك بن أفرنوس” العثماني في أول معركة ضد القوات العثمانية في يوم الإثنين 12 ربيع الأول 848هـ الموافق لـ 29 يونيه 1444م في قرية “تورفيوللي” بجوار مدينة “دبرة”، وخاض فيها أهم معركة له. ورغم خسارته نحو أربعة آلاف مقاتل في هذه المعركة إلا أنه نجا من الموت؛ واعتبر الألبان أن نجاته انتصاراً.
ثم قام السلطان “مراد الثاني” بحملة عسكرية على ألبانيا بسبب ذلك التمرد المستمر، واسترداد بعض المواقع، وحاصر قلعة “آقجة حصار”، ولكنه لم يفتحها بسبب منعة استحكاماتها. ونظراً إلى عدم التمكن من القبض على اسكندر بك الذي فر إلى الجبال، فقد استمرت المشكلة الألبانية لمدة خمس وعشرين سنة، وذلك في عهدي السلطان “مراد الثاني” وابنه السلطان ”محمد الفاتح“. وبموجب الروايات العثمانية، فإن “آقجة حصار”، استسلمت بعد مرور شهرين على الحصار، نظراً إلى نفاد المياه.

### معركة أوجة بردة 1457م
استمر تمرد اسكندر بك الألباني ضد القوات العثمانية بعد جلوس السلطان محمد الفاتح، واستفاد المتمردون من وضع الأراضي الجبلية وحرب العصابات. ومع ذلك، فقد جرت بعض المعارك الكبيرة. وعلى سبيل المثال، تعرض إسكندر بك في عام 860هـ/1456م، لانهزام كبير راح ضحيته خمسة آلاف من مقاتليه؛ وانتقل بعض رجاله إلى جانب القوات العثمانية. ونظراً إلى وجود ابن لـ"إسكندر بك"، فقد انقطعت آمال ابن أخيه، “حمزة بك” من وراثته؛ فلجأ إلى السلطان “محمد الفاتح" الذي بدأ حملته على "ألبانيا". وعلى الرغم من أنه ساق قوة عسكرية إلى "ألبانيا"، بوجود "حمزة بك" تحت قيادة "إسحاق بك بن أفرنوس"، فإن العثمانيين تعرضوا لهزيمة في المعركة التي وقعت في سهل “آلبولنا” بجوار نهر “ماتي” الذي يسميه العثمانيون نهر "مات"، في يوم الأربعاء 17 شوال الموافق لـ 7 سبتمبر، حيث وصلت قوات المساندة من “آلفونسو الخامس” ملك “نابولي” إلى اسكندر بك، فاستطاع التغلب على القوات العثمانية، وأسر ابن أخيه “حمزة بك” الذي خرج عليه. ويذكر أن إسكندر بك أرسل “حمزة بك” إلى "نابولي"؛ أو أنه عفا عنه ولم يقتله. وتذكر بعض المصادر أن هذه المعركة وقعت في "آليسي/لش".

## هدنة ألبانيا
في سنه 865هـ/1461م وقعت مفاوضات بين السلطان محمد الفاتح واسكندر بك بغية توفير الأمن والاستقرار، وتفرغ السلطان محمد الفاتح لحملة الأناضول التي كان يخطط لها في تلك الفترة، فتم عقد الهدنة بين السلطان الشاب محمد الفاتح وألبانيا في 22 يونيو 1461م والتي مكَّنت اسكندر بك من إعادة سيطرته على الجزء الجنوبي من ألبانيا مقابل ألا يقوم يعتدي على الممتلكات العثمانية.

## نقض اسكندر بك للهدنة
لم تدم الهدنة أكثر من ثلاث سنوات حيث أن البابا بيوس الثانى دعا اسكندر بك وملوك أوروبا لشن حمله صليبية جديدة على الدولة العثمانية ونجح بول أنجيلو مطران دورازو وصديق اسكندر بك، في إقناعه بأن نقضه للعهد مع السلطان محمد الفاتح لا يُعد ذنبا بل هو قربة إلى الرب. ولما علم السلطان بما حدث أرسل إلى اسكندر بك يذكره بالعهد والميثاق الذي بينهما فردَّ اسكندر بك بالسخرية وأخبره بأنه لن يحافظ على أي عهد معه إلا إذا ارتد عن دين الإسلام، وقام اسكندر بك بالهجوم على أملاك الدولة العثمانية ولم ينتظر الجيوش الصليبية. فغضب السلطان وقام بإرسال جيش ضخم يقدر بخمسة عشر ألف فارس وثلاثة آلاف من المشاة بقيادة بالإبان باشا وهو ألبانى الأصل واختار اسكندر بك وادى فالخايا حتى لا تطغى عليه كثره الجنود العثمانيين وحذر اسكندر بك جنوده من مطاردة العثمانيين خارج هذا الوادي إذا انتصروا في القتال. وبالفعل انتصرت قوات اسكندر بك على الجيش العثماني ولكن قام ثمانية من قادة اسكندر بك بمطاردة العثمانيين فوقعوا في كمين أعده لهم الجيش العثمانى وأسروهم. وكان لوقوع 18 من أفضل قادة اسكندر بك في الأسر حزن في نفوس أهل البانيا وسخط شديد على اسكندر بك وسياساته.
قام اسكندر بك بالهجوم مرة أخرى على القوات العثمانية واشتبك معهم في معركه حامية في أورنيج أجبرت جيوش السلطان محمد الفاتح على التراجع، ولكن السلطان أرسل جيشا آخر لدعم أوربان باشا وانهزمت جيوش محمد الفاتح مرة أخرى فأرسل محمد الفاتح جيشين في وقت واحد زحف كل جيش من طريق مختلف وتولى قيادة أحد الجيشين يعقوب أرناؤوط وكان عليه ان يدخل ألبانيا من الجنوب متبعا ساحل البحر ويقود الجيش الثاني بالإبان باشا فيسير عبر تراقيا ومقدونيا ويدخل ألبانيا عبر الجبال. توجه اسكندر بك لملاقاة الجيش الثاني القادم من الطريق الجبلي بقيادة أبان وهزمه وفي نفس الوقت دخلت جيوش يعقوب أرناؤوط ألبانيا فأسرع إليهم اسكندر بك بجيشه وقذف إليهم برؤوس قتلى المسلمين من الجيش الذي انتصر عليه، وانتصر اسكندر بك وقتل القائد يعقوب أرناؤوط ثم عاد إلى عاصمته وأرسل إلى ملوك أوروبا يبشرهم بالنصر العظيم الذي حققه، فأطلق عليه البابا لقب «نصير المسيحية» ونظرت اليه أوروبا كبطل من أبطال المسيحية الذي يدافع عنها ضد تيار الإسلام الجارف.
بعد فشل قادة السلطان محمد الفاتح في تحقيق أي نصر ضد اسكندر بك خرج بنفسه على رأس جيش يزيد عن 100 الف جندي وزحف على ألبانيا ودخلها في يونيو 1465م واستعاد بعض القلاع والمدن. وعندما وصل السلطان محمد الفاتح إلى كرويا عاصمة اسكندر بك لحصارها كان اسكندر بك قد غادرها هو وجنوده وهرب إلى الجبال، فعاد السلطان محمد الفاتح وترك قيادة الجيوش إلى أحد قادته. وفي نفس الوقت سافر اسكندر بك إلى إيطاليا لطلب المعونة من البابا بيوس الثانى وشرح له الأخطار التي تهدد إيطاليا من تقدم العثمانيين المسلمين. وعندئذٍ باركه البابا وقدم له مالا وكتب إلى جميع حكام أوروبا يستحثهم على معاونته، كما أمدته البندقية بجنود مسلحين من الفرسان والمشاة، فعاد اسكندر بك إلى ألبانيا واستطاع أن يقطع الطريق على الإمدادات التي أرسلها السلطان محمد الفاتح لجيشه، ثم اتجه إلى الجيوش المحاصرة لمدينة كرويا واستطاع أن يحقق عليها نصرا عظيما وقتل قائد الجيش العثماني أربان، فتراجع الجيش العثماني وانسحب إلى تيرانا.

## وفاته
قام اسكندر بك بجولة في إيطاليا فزار البندقية ثم أصيب بالحمى فمات في 17 يناير 1467م وترك البانيا بدون زعيم قوى يحكمها فانتشرت الفوضى والاضطرابات وصارت هناك ثلاث دول تتنازع على السيادة فيها وهي رؤساء القبائل والدولة العثمانية وجمهورية البندقية.